# Diecezja Kagoshimy
Diecezja Kagoshimy – diecezja Kościoła rzymskokatolickiego w południowej Japonii, na wyspie Kiusiu, w granicach metropolii Nagasaki. Została erygowana w 1927, początkowo jako prefektura apostolska. W 1955 decyzją papieża Piusa XII otrzymała status diecezji.